# Ixora spectabilis
Ixora spectabilis är en måreväxtart som beskrevs av Nathaniel Wallich och George Don jr. Ixora spectabilis ingår i släktet Ixora och familjen måreväxter. Inga underarter finns listade i Catalogue of Life.